# Protonarthron subfasciatum
Protonarthron subfasciatum là một loài bọ cánh cứng trong họ Cerambycidae.